# Museo tecnico navale
Il Museo tecnico navale della Marina Militare ha sede alla Spezia.

## Struttura
Quello della Spezia è il più importante tra i musei navali italiani e, benché sia qui da poco più di un secolo, ha origini molto più antiche. 
Situato accanto al portale di accesso principale all'Arsenale militare, è in questa sede dal 1958. In precedenza era collocato presso le officine meccaniche all'interno dello stabilimento militare (venne infatti inaugurato nel 1923, unitamente al Museo storico navale di Venezia).

## Storia
La storia del museo ha inizio attorno all'anno 1570, a Villefranche-sur-Mer dove i Duchi di Savoia avevano stabilito la prima base della loro nascente Marina. Più tardi, a seguito delle conquiste napoleoniche ed il trasferimento del governo sardo-piemontese a Cagliari, venne iniziata una nuova raccolta nella città sarda.

Alla caduta di Napoleone e con il ritorno del governo sardo-piemontese in continente, le raccolte sarde e quelle che erano rimaste del museo di Villefranche, furono trasferite a Genova, dal 1815 divenuta sede della nuova base militare della marina Sarda.
Dopo l'unità nazionale e la fusione delle varie marine italiane e quella dello stato Sardo, ulteriori arricchimenti della collezione confluirono a Genova, dove il museo rimase per 55 anni, sino al 1870 che vide il trasferimento, per decisione di Cavour, della base della Marina con tutti i suoi servizi, Museo Navale compreso, alla Spezia, divenuta sede del Primo dipartimento militare marittimo.
Durante la seconda guerra mondiale molte furono le perdite di preziosi materiali a causa dei bombardamenti. 
Il museo venne ripristinato nel 1958 e collocato nelle sale che lo ospitano attualmente, accanto alla porta principale dell'arsenale.
Il 28 dicembre 2023, Difesa Servizi, società in house del ministero della Difesa che si occupa della gestione del patrimonio, emana un bando di gara per affidare il museo in gestione. per 12 anni, per un canone mensile di circa 30 mila euro, a privati.

## La collezione
Una sala dedicata all'evoluzione navale ospita pregevole raccolta di modelli in scala di vascelli di marine degli stati italiani rievocanti i tempi della navigazione a vela, nonché modelli di quasi tutte le principali unità italiane varate tra il 1860 e il 1910 nell'Arsenale della Spezia, e quelli di navi italiane della seconda guerra mondiale.
Tra i cimeli più antichi va annoverata una raccolta di polene appartenute a vascelli del XV, XVI, XVII secolo. Fra queste merita menzione la misteriosa scultura lignea femminile, detta Atalanta recuperata nel 1866 dalle acque dell’Oceano Atlantico e che si crede possa stregare con il suo fascino inquietante chi la guardi troppo a lungo.
La sala dei mezzi d'assalto raccoglie una vasta documentazione. I primi reperti, risalenti alla prima guerra mondiale, sono i resti del Grillo (modello del MAS 15) e un prototipo dell'ordigno con il quale Rossetti e Paolucci affondarono nel porto di Pola la corazzata austriaca Viribus Unitis, il 1º novembre 1918. 
Sono esposti, inoltre, il prototipo della torpedo semovente di Tesei e Toschi (meglio nota come Maiale), nonché i Barchini, altri mezzi d'assalto, che testimoniano l'attività, nata alla Spezia, del "Gruppo mezzi d'assalto" durante la seconda guerra mondiale. Nella sala è un busto bronzeo di Teseo Tesei, opera dello scultore Italo Bernardini (1980).
La sala sulle armi subacquee segue l'evoluzione del siluro, a partire dal prototipo impiegato dalla Marina nel 1875 per ai vari tipi impiegati nella prima e nella seconda guerra mondiale. L'evoluzione delle mine subacquee è testimoniata dalla presenza di esemplari originali utilizzati durante i conflitti mondiali.
La sala dedicata alle armi antiche, infine, ospita, tra le altre, due spingarde moresche del XVI secolo, un cannoncino turco del 1521, due piccole bombarde del 1784, una mitragliatrice Gatling a 10 canne dei primi del secolo, originariamente utilizzata dai Boxer. Sono inoltre esposte due teche di armi portatili impiegate nella guerra italo-turca e nella prima guerra mondiale.
Di particolare interesse, infine, è la documentazione fotografica sui primi esperimenti di Guglielmo Marconi con le stazioni riceventi mobili alla fine dell'Ottocento.
Nel giardino interno del Museo navale sono esposti il monumento in bronzo di Costanzo Ciano, opera dello scultore Francesco Messina (1940), un'elica della corazzata Vittorio Veneto e una parte della carena della nave Elettra di Marconi.